# Торп (Миннесота)
Торп (англ. Thorpe) — тауншип в округе Хаббард, Миннесота, США. На 2000 год его население составило 37 человек.

## География
По данным Бюро переписи населения США площадь тауншипа составляет 93,3 км², из которых 90,1 км² занимает суша, а 3,2 км² — вода (3,44 %).

## Демография
По данным переписи населения 2000 года здесь находились 37 человек, 18 домохозяйств и 10 семей. Плотность населения — 0,4 чел./км². На территории тауншипа расположено 86 построек со средней плотностью 1,0 построек на один квадратный километр. Расовый состав населения: 100,00 % белых.
Из 18 домохозяйств в 27,8 % воспитывались дети до 18 лет, в 44,4 % проживали супружеские пары, в 16,7 % проживали незамужние женщины и в 38,9 % домохозяйств проживали несемейные люди. 27,8 % домохозяйств состояли из одного человека, при том 22,2 % из — одиноких пожилых людей старше 65 лет. Средний размер домохозяйства — 2,06, а семьи — 2,36 человека.
16,2 % населения младше 18 лет, 2,7 % в возрасте от 18 до 24 лет, 13,5 % от 25 до 44, 35,1 % от 45 до 64 и 32,4 % старше 65 лет. Средний возраст — 56 лет. На каждые 100 женщин приходилось 117,6 мужчин. На каждые 100 женщин старше 18 приходилось 93,8 мужчин.
Средний годовой доход домохозяйства составлял 31 875 долларов, а средний годовой доход семьи — 31 250 долларов. Средний доход мужчин — 21 250 долларов, в то время как у женщин — 23 750. Доход на душу населения составил 18 576 долларов. За чертой бедности находились 12,5 % семей и 10,5 % всего населения тауншипа, из которых 100,0 % младше 18 лет.